# Abkommen zur Verhinderung eines Atomkriegs
Das Abkommen zur Verhinderung eines Atomkriegs (AVA) (engl.: Agreement on the Prevention of Nuclear War) vom 22. Juni 1973 ist ein in Washington unterzeichneter völkerrechtlicher Vertrag zwischen den USA und der UdSSR auf politischer Ebene und führte zu einer Konsultationspflicht der Supermächte im Falle einer nuklearen Krise. Im Vorfeld gab es dazu bereits Verhandlungen anlässlich des Besuchs von US-Präsident Richard Nixon am 29. Mai 1972 in Moskau und der Unterzeichnung einer gemeinsamen Grundsatzerklärung über die amerikanisch-sowjetischen Beziehungen.
Nach Angaben von US-Außenminister Henry Kissinger plante die Sowjetunion zunächst einen nuklearen Nichtangriffspakt mit gewissen Klauseln, der Vertrag hätte dann zu einem Verzicht auf den nuklearen Erstschlag geführt und die Abschreckung kalkulierbarer gemacht und zu einer Unterscheidung zwischen nuklearen und konventionellen Konflikt geführt – ein Aspekt entgegen der damals angewandten NATO-Strategie der flexible response.
Stattdessen wurde aus US-amerikanischer Sicht ein Abkommen zur Kriegsverhinderung abgeschlossen. Auch machte das Abkommen keinen Unterschied zwischen einem nuklearen und konventionellen Krisenfall und umfasste auch Konsultationspflichten in Bezug auf Drittstaaten.
Artikel II des Vertrages sieht ein Gewaltverzicht vor und bei einem Kriegsausbruch zwischen beiden Staaten wäre das Abkommen hinfällig geworden. Militärstrategisch bildet das Abkommen das Recht auf den nuklearen Einsatz auch bei einem konventionell geführten Krieg, da dieser eine Verhinderung eines Atomkriegs durch den Ausbruch eines konventionell geführten Krieges (also ohne den Einsatz von Atomwaffen) nicht ausschließt.

## Vertragstext
Die Vereinigten Staaten von Amerika und die Union der Sozialistischen Sowjetrepubliken, im Weiteren als die Vertragsparteien bezeichnet, sind geleitet von dem Ziel der Festlegung des Weltfriedens und der internationalen Sicherheit; in dem Bewusstsein, dass ein Atomkrieg verheerende Folgen für die Menschheit haben würde; von dem Wunsch beseelt, Bedingungen zu schaffen, unter denen die Gefahr des Ausbruchs eines Atomkriegs überall in der Welt verringert und letztlich beseitigt wird; eingedenk ihrer Verpflichtungen unter der Charta der Vereinten Nationen bezüglich der Erhaltung des Friedens, des Verzichts auf Androhung und Anwendung von Gewalt und der Vermeidung eines Krieges sowie im Einklang mit den von jeder der beiden Vertragsparteien unterzeichneten Abkommen; ausgehend von den am 29. Mai 1972 in Moskau unterzeichneten Grundprinzipien für die Beziehungen zwischen den Vereinigten Staaten von Amerika und der Union der Sozialistischen Sowjetrepubliken; unter Bekräftigung der Tatsache, dass die Entfaltung der Beziehungen zwischen den Vereinigten Staaten von Amerika und der Union der Sozialistischen Sowjetrepubliken sich nicht gegen andere Länder und deren Interessen richtet, wie folgt übereingekommen;

### Artikel I
Die Vereinigten Staaten und die Sowjetunion stimmen darin überein, dass es ein Ziel ihrer Politik ist, die Gefahr eines Atomkriegs und der Anwendung von Kernwaffen zu beseitigen.
Dementsprechend vereinbaren die Vertragsparteien, sich so zu verhalten, dass die Entstehung von Situationen, die eine gefährliche Verschlechterung ihrer Beziehungen verursachen könnten, verhindert wird, dass militärische Konfrontationen vermieden werden und dass der Ausbruch eines Atomkriegs zwischen ihnen sowie zwischen jeder der beiden Vertragsparteien und anderen Ländern ausgeschlossen ist.

### Artikel II
Die Vertragsparteien vereinbaren, im Einklang mit Artikel I und zur Verwirklichung des in diesem Artikel erklärten Zieles von der Voraussetzung auszugehen, dass jede Vertragspartei sich in Situationen, die den Weltfrieden und die internationale Sicherheit gefährden könnten, der Androhung und Anwendung von Gewalt gegenüber der anderen Vertragspartei, gegenüber den Verbündeten der anderen Vertragspartei und gegenüber sonstigen Ländern enthalten wird. Die Vertragsparteien vereinbaren, dass sie sich bei der Festlegung ihrer Außenpolitik sowie bei ihren Maßnahmen auf dem Gebiet der internationalen Beziehungen von diesen Erwägungen leiten lassen werden.

### Artikel III
Die Vertragsparteien verpflichten sich, ihre Beziehungen zueinander und zu anderen Ländern in einer Weise zu entwickeln, die mit den Zielsetzungen dieses Abkommens in Einklang steht.

### Artikel IV
Wenn zu irgendeinem Zeitpunkt die Beziehungen zwischen den Vertragsparteien oder zwischen einer der beiden Vertragsparteien und anderen Ländern das Risiko eines nuklearen Konflikts heraufzubeschwören scheinen oder wenn die Beziehungen zwischen den Ländern, die nicht Vertragsparteien dieses Abkommens sind, das Risiko eines Atomkrieges zwischen den Vereinigten Staaten von Amerika und die Union der Sozialistischen Sowjetrepubliken heraufzubeschwören scheinen, werden die Vereinigten Staaten und die Sowjetunion im Einklang mit den Bestimmungen dieses Abkommens sofort in dringende Konsultationen miteinander eintreten und alles unternehmen, um ein solches Risiko abzuwenden.

### Artikel V
Jeder Vertragspartei steht es frei, den Sicherheitsrat der Vereinten Nationen, den Generalsekretär der Vereinten Nationen sowie die Regierungen verbündeter oder andere Länder über den Verlauf und das Ergebnis von Konsultationen, die nach Artikel IV dieses Abkommens aufgenommen worden sind, zu unterrichten.

### Artikel VI
Nichts in diesem Abkommen berührt oder beeinträchtigt
- a) das unveräußerliche Recht auf individuelle oder kollektive Selbstverteidigung gemäß Artikel 51 der Charta der Vereinten Nationen;
- b) die Bestimmungen der Charta der Vereinten Nationen, einschließlich derjenigen, welche die Erhaltung oder Wiederherstellung des Weltfriedens und der internationalen Sicherheit betreffen, und
- c) die von jeder der beiden Vertragsparteien gegenüber ihren Verbündeten oder anderen Ländern in Verträgen, Abkommen und anderen entsprechenden Dokumenten eingegangenen Verpflichtungen.

### Artikel VII
Dieses Abkommen ist von unbegrenzter Dauer.

### Artikel VIII
Dieses Abkommen tritt mit seiner Unterschrift in Kraft.
Gegeben in Washington am 22. Juni 1973 in zweifacher Ausfertigung in englischer und russischer Sprache, wobei beide Texte gleichermaßen authentisch sind.
Für die Vereinigten Staaten von Amerika

Richard Nixon

Präsident der Vereinigten Staaten von Amerika
Für die Union der Sozialistischen Sowjetrepubliken

L.I.Breschnew

Generalsekretär des Zentralkomitees, KPdSU